# Ru de Balory
Le ru de Balory  est un cours d'eau français qui coule dans le département de Seine-et-Marne, en région Île-de-France. C'est un affluent de la Seine.

## Géographie
De 12,19 kilomètres de longueur, le ru de Balory nait dans la commune de Réauet, se jette dans la Seine à Seine-Port,. Il s'écoule globalement  selon un axe nord - sud ouest.

### Communes traversées
Le ru de Balory traverse cinq communes, soit d'amont vers l'aval : Réau, Vert-Saint-Denis, Cesson, Savigny-le-Temple et Seine-Port, , toutes situées dans le département de Seine-et-Marne.

### Bassin versant
Son bassin versant correspond à la zone hydrographique « La Seine du confluent de l'École (exclu) au confluent de l'Essonne (exclu) (F449) ». Il est constitué 
à 30,98 % de « forêts et milieux semi-naturels », à 14,94 % de « territoires agricoles », à 3,55 % de « territoires artificialisés », à 0,60 % de « surfaces en eau » et à 0,03 % de « zones humides ».

## Affluents
Le ru de Balory compte 3 affluents référencés  : 
- le fossé 01 du Couleuvrain, 5,24 km ;
- le fossé 01 de la Fontaine Ronde, 3,43 km ;
- le fossé 01 de la Justice aux Chiennes, 2,17 km.

### Rang de Strahler
Donc son rang de Strahler est de un.